# Маршевое подразделение
Маршевое подразделение и воинские части — временное формирование (подразделение и часть), обычно рота (батарея, эскадрон, сотня), батальон (дивизион) или команда (экипажи танков, самолётов), направлявшееся из запасных частей для пополнения (доукомплектования) частей и соединений действующей армии и флота в военное время, и в мирное — из призывников, идущих на пополнение воинских частей.

## Формирование
Маршевые подразделения и воинские части сформировывались по окончании обучения личного состава в учебных и запасных частях и соединениях, учебных центрах, курсах и на полигонах. Перед отправкой в действующую армию личный состав маршевых подразделений получал полный расчёт по всем видам довольствия (полную экипировку и продукты питания).
Маршевые эскадроны, отправляемые в военное время на укомплектование кавалерийских полков Русской действующей армии из запасных кавалерийских частей, имели по 160 коней, то есть по 20 рядов во взводе.
Как правило, личный состав временного формирования проходил обучение и слаживание в том составе, в котором зачислялся на обучение, включая начальствующий состав, то есть каждый командир готовил подчинённых для действий по предназначению и с ними же убывал в действующую армию.
В начальный период Великой Отечественной войны была признана нецелесообразной отправка маршевых подразделений батальонного звена в связи с его величиной и невозможностью укомплектовать его всем необходимым (отсутствие запасов материальных средств: «исходя из общего количества винтовок для пополнения на сентябрь в 150 тысяч штук»). Согласно приказу Народного комиссара обороны И. В. Сталина, от 5 сентября 1941 г. № 0339 «О порядке отправки пополнения в действующую армию» были прекращены отправки пополнения маршевыми батальонами и указано отправлять пополнения маршевыми ротами для того, чтобы каждая маршевая рота, кроме командира, сопровождалась ещё и комиссаром роты.

Ж. Отправка пополнения в действующие части из запасных частей.

22. Призыв в тыловые запасные части и пополнение полевых войск в военное время производится по следующей схеме:

б) тыловые запасные части на основе наряда штаба округа формируют маршевые подразделения из числа обученных и направляют их в армейские запасные полки;

Порядок посылки пополнения из тыловых запасных полков в действующие армии следующий:

А. Рядовой и младший начальствующий состав: Маршевыми частями:

а) целыми строевыми единицами (ротами, эскадронами, батареями, взводами);

б) сборными командами;

Б. Начальствующий состав:

а) лицами, назначенными в качестве командиров маршевых подразделений (взводов, рот, батарей, эскадронов), следующими в составе этих подразделений;

29. Начальствующий состав, сопровождающий маршевые подразделения в запасную часть не возвращается и поступает на укомплектование действующих частей.— Положение о запасных частях военного времени сухопутных войск

## В культуре и искусстве
— Известно ли вам, Швейк, что такое маршевый батальон?

— Осмелюсь доложить, господин обер-лейтенант, маршевый батальон — это «маршбатяк», а маршевая рота — «маршка». Мы это всегда сокращаем.

— Итак, объявляю вам, Швейк, — торжественно провозгласил поручик, — что мы вместе отправимся в «маршбатяк», если вам нравится такое сокращение. Но не воображайте, что на фронте вы будете выкидывать такие же глупости, как здесь. Вы довольны?— Ярослав Гашек «Похождения бравого солдата Швейка во время мировой войны»